# Are You Listening: A Love Song for Haiti
Are you listening: A Love Song for Haiti – utwór muzyki Gospel, nagrany na rzecz pomocy ofiarom trzęsienia ziemi na Haiti
Pomysłodawcą był Kirk Franklin, utwór został nagrany wspólnie ze 150 innymi arystami (m.in. byli to: Yolanda Adams, Jeremy Camp, Shirley Caesar, Dorinda Clark Cole, Natalie Grant, Fred Hammond, Tamela & David Mann, Mary Mary, Donnie McClurkin, biskup Paul S. Morton, J. Moss, Smokie Norful, Marvin Sapp, Karen Clark-Sheard, Kierra "KiKi" Sheard, BeBe Winans, CeCe Winans i Marvin Winans oraz inni artyści, którzy utworzyli chór, pośród nich: Shari Addison, Kathy Taylor Brown, John Gray, biskup Darryl Hines, Stephen Hurd, Karima Kibble, Judith McAllister, Nicole C. Mullen, Jessica Reedy, The Neville Sisters, Troy Sneed, Micah Stampley, Melinda Watts i Brian Courtney Wilson) w styczniu 2010 roku.
Wszelkie dochody z piosenki, zostaną przekazane na rzecz organizacji charytatywnych udzielających pomocy Haitańczykom.